# غصينيات الأصابع
ذات الأصابع الغُصينية (الاسم العلمي: Carphodactylidae)، فصيلة سيحالي من الأبارص تتكون من 30 نوعًا. جميع الأنواع توجد في أستراليا.

## الأجناس
تضم فصيلة ذات الأصابع الغُصينية الأجناس التالية
- ذو الإصبع الغصيني
- Nephrurus
- Orraya
- Phyllurus
- وزغ ورقي
- Underwoodisaurus
- Uvidicolus